# 嬰兒潮
嬰兒潮（baby boom），指的是在某一時期及特定地區，出生率大幅度提昇的現象。歷史上有記載的幾次嬰兒潮，通常是起因於有振奮人心的因素，像是農作物豐收、打贏戰爭及贏得體育競賽等，但也有因為迷信或傳統的因素，例如華人地區龍年特別多嬰兒。在英文，形容嬰兒潮時期出生的人為「婴儿潮一代」（baby boomers）。

## 著名的嬰兒潮

### 世界各地
- 戰後嬰兒潮：在二戰結束後，遠赴戰場的軍人解甲返鄉(為了增加人口)，觸發了嬰兒潮。包括台灣在內，專指1946年～1964年出生的人；在世界上大多數國家均有此現象。此世代被經濟學人稱為「海綿世代」，意指他們吸乾抹淨後代的資源，政治人物為了討好「具有人數（選票）優勢的他們」，也不願意未雨綢繆，日本病中「年輕人未曾享受過日本的成長宴會，來到世上只為收拾宴會結束後的殘局」，正是此問題造成的後果。
- 回聲潮世代：戰後嬰兒潮的孩子們，多半指Y世代。
- 2000年千禧年的嬰兒潮：這次的嬰兒潮幅度不如戰後嬰兒潮：

1. 許多夫妻想在這個一千年只有一次的特別年份，生個千禧寶寶，讓寶寶在這特別的一年出生，而且也是龍年。

### 中國大陸
中华人民共和国成立之后先后出现过3次婴儿潮：
1. 第一次出现在中华人民共和国成立后不久，为全球戰後嬰兒潮的组成部分之一，只因为国共内战缘故起步略迟，当时政府实行鼓励生育政策，人口增长率将近300%。中国人民共和国成立初期，中国政府曾鼓励生育，并效仿苏联给予生育多的妇女以“英雄母亲”、“光荣母亲”的荣誉称号[1][2][3][4]。1953年，在时任北京大学校长、人口学家马寅初等人的提议下，中国政府开展了第一次全国人口普查，结果显示中国总人口突破6亿，比1949年增长超过1亿多人口、人口自然增长率超过20‰[2][3][5][6][7]。
2. 第二次出现在1962年三年困难时期结束后，高峰在1965年，持续至1979年，当时由于国民经济情况逐渐好转，补偿性生育来势很猛，人口出生率在30‰~40‰之间，平均达到33‰，10年中国共出生2.5亿人。占当前中国总人口数的20%。是中国历史上出生人口最多、对后来经济影响最大的主力婴儿潮。
3. 第三次婴儿潮出现在1986年至1991年，是因为中国主力婴儿潮成家立业，进入生育年龄而产生，称作回声婴儿潮。其中1990年是这6年中出生人口最多的一年。由于计划生育政策，此次婴儿潮出生人口总量虽不及主力婴儿潮，但也有1.3亿，為当前中国人口的十分之一。

### 香港
1945年香港重光後出現嬰兒潮，由1945年持續至1965年，這段時期的高出生率及中國內戰造成的逃港潮，使香港人口在短短20年間，由戰後的60萬人激增至360萬人。2007年，香港大學社會學系呂大樂教授，編寫了一本名為《四代香港人》的專題書籍，講述香港人口的問題。

### 臺灣
在臺灣，1976年為龍年；亦是被談論的一個嬰兒潮。

## 影響
嬰兒潮主要為二十年後的未來社會帶來大量人力，但嬰兒潮在半個世紀後，當人都開始老了，令老年人口暴升，造成人口老化問題。而嬰兒潮過份的還可以造成因勞力過多，出現失業情況；居住問題。
美國實例上，在未來二十年內，嬰兒潮世代仍將構成美國社會的主要力量。他們的態度與行為，會對經濟、職場，以及整個社會制度帶來深遠影響。例如，嬰兒潮世代的老年人偏好全人的自我照護、自然食品、身心靈療癒的方式，排斥高科技醫療，因此，有些醫院已經開辦以另類藥品與心靈諮商為號召的新院區。